# Ernest Chambers (cyclisme)
Ernest Henry Chambers (7 avril 1907 – 29 janvier 1985) est un coureur cycliste sur piste anglais. Il remporte une médaille d'argent aux jeux olympiques d'été de 1928 et 1932. Il a également participé aux jeux olympiques d'été de 1936.